# Synema vachoni
Synema vachoni är en spindelart som beskrevs av Jean-François Jézéquel 1964. Synema vachoni ingår i släktet Synema och familjen krabbspindlar.
Artens utbredningsområde är Elfenbenskusten. Inga underarter finns listade i Catalogue of Life.